# الخرفة (الأفلاج)
الخرفة، هي مركز من فئة (أ) تقع في محافظة الأفلاج، والتابعة لمنطقة الرياض في السعودية. ويقطنها قبيلة الغييثات من الدواسر وتبعد الخرفة عن الرياض بمسافة تقارب (300) كم.